# عستر المحلية
عستر المحلية (بالفارسية: استرابادمحله، وباللاتينية: Estarābād Maḩalleh) هي قرية في المنطقة الريفية بلجان، الواقعة في المنطقة الوسطى من محافظة شحر في إقليم مزدان، في إيران. وفي في تعداد عام 2006، كان عدد سكانها 188، وعدد عائلاتها 55.